# Joakim porosz királyi herceg
Joakim porosz királyi herceg (németül: Prinz Joachim von Preußen, teljes nevén Joachim Franz Humbert; Berlin, 1890. december 17. – Potsdam, 1920. július 18.) porosz királyi és német császári herceg, a Német Császári Hadsereg lovassági tisztje.

## Élete
Joakim porosz királyi herceg 1890. december 17-én látott napvilágot a berlini császári téli rezidenciában II. Vilmos német császár (1859–1941) és Auguszta Viktória schleswig–holsteini hercegnő (1858–1921) hatodik, utolsó előtti gyermekeként. A család legfiatalabb fiaként a herceg kivételezett helyet foglalt el édesanyja szívében, a német császárné kedvence köztudomásúan Joakim herceg volt egyetlen leánytestvére, Viktória Lujza hercegnő mellett.
A herceg hűvös, a porosz szellem szerinti katonás légkörben nevelkedett, amit nagyban fokozott a német uralkodó fiaival szemben tanúsított nagybani szigora. A királyi család hagyományainak megfelelően már a hercegek oktatása is a tőlük elvárt katonai pályát hivatott megalapozni és előrevetíteni. Ennek megfelelően valamennyi herceg a plöni Pinzenhausban végezte el gimnáziumi tanulmányait. 1911-ben, a középiskola befejezése után a szülői terveknek eleget téve Joakim porosz herceg csatlakozott a hadsereghez, ahol először is a testőrséghez került. Az első világháború alatt helyezték át a hesseni huszárezred kapitányi posztjába, s ebben a minőségében vett részt az első mazuri tavaki csatában, ahol súlyos lőtt sérülést szerzett. Az 1916-ban kitörő ír húsvéti felkelés alatt néhányan a lázadó ír vezetők közül a független Írország élére Joakim porosz herceget szerették volna meghívni királynak; a tervnek valójában nem volt realitása. Az 1917-es oroszországi forradalmak hatására kikiáltott grúz függetlenség után sokan – többek között Friedrich Werner von der Schulenburg német diplomata és a grúz royalisták – a herceget vélték a legalkalmasabb jelöltnek a grúz trónra és a grúz királyi címre.
Joakim porosz királyi hercegnek, testvéreihez hasonlóan, szülei kerestek házastársat. Az első jelölt egy osztrák főhercegnő volt; a házassági terv azonban meg nem nevezett okok miatt nem valósulhatott meg. A második feleségjelöltet is feltehetően szülei választották számára a mindössze tizenhét éves Mária Auguszta anhalti hercegnő (1898–1983) személyében. Az eljegyzést 1915. október 11-én jelentették be hivatalosan; az esküvőt 1916. március 11-én tartották a német fővárosban található Bellevue-palotában. A házasság nem sikerült jól, a felek boldogtalanságát gyermekük születése sem tudta ellensúlyozni. Ellenszenvük odáig fajult, hogy alig két év alatt az anhalti hercegnő benyújtotta a válókeresetet.

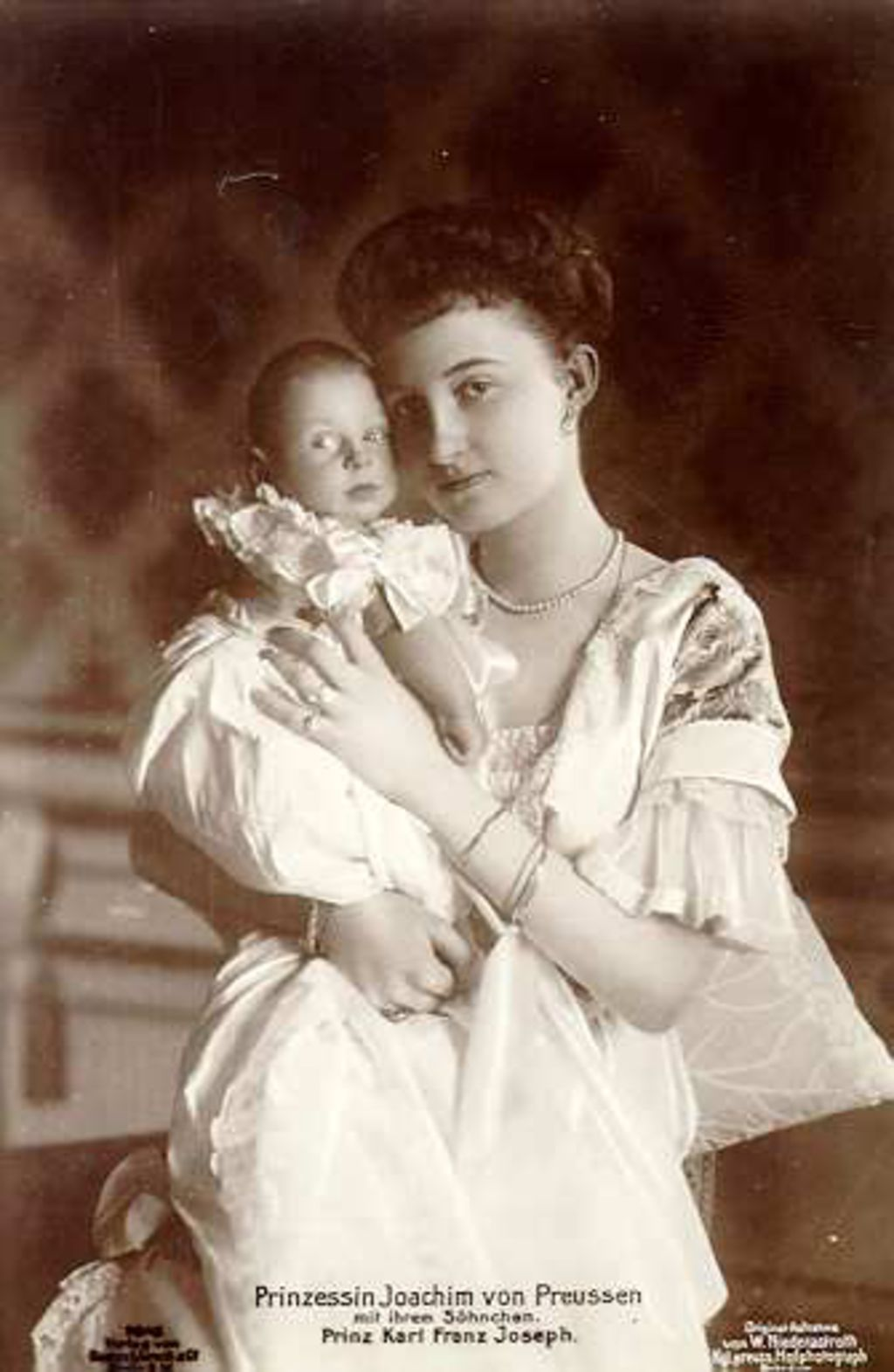
Joakim porosz királyi herceg felesége és fia (1917, Wilhelm Niederastroth)

Joakim porosz herceg és Mária Auguszta anhalti hercegnő kapcsolatából egyetlen fiúgyermek származott, akit a születése előtt nem sokkal elhunyt I. Ferenc József magyar király és osztrák császár után neveztek el:
- Ferenc József porosz herceg(wd) (1916–1975), porosz herceg, első felesége Henrietta Hermina schönaich–carolathi hercegnő, második felesége Luise Dora Hartmann, harmadik felesége Doña Eva Maria Herrera y Valdeavellano.

A világháború elvesztése után a herceg egy svájci városkába menekült. A depresszióra hajlamos, a környezetére igen érzékeny és természetéből fakadóan mindig is letört és kiegyensúlyozatlan herceget rendkívüli mértékben megviselte a világ változása és magánéleti problémái. Felesége alig egy hónappal a novemberi német forradalom után megindította a válópert, ezzel is tetézve az átalakult világot elfogadni képtelen herceg lehangoltságát. Joakim herceg eleinte a szerencsejátékokba menekült, később édesanyjánál próbált vigaszt keresni. Elutazott hollandiai száműzetésben élő szüleihez, azonban édesanyja betegsége és rohamosan hanyatló állapota csak még inkább letaglózta. A monarchia restaurálására szőtt tervek meghiúsulása is súlyos csapást jelentett a hercegnek.
1920-ban egy, az unokatestvére által adott ünnepséget követően Joakim herceg öngyilkossági kísérletet hajtott végre. Tettének közvetlen kiváltó okaként egyes források válásának végleges kimondását tartják, míg Eitel Frigyes porosz királyi herceg úgy nyilatkozott: öccse egy „túlságos elbutulást hozó rohamában” fordult önmaga ellen. Joakim herceg Villa Legnica nevű otthonában magára lőtt szolgálati revolverével, azonban csupán megsebesítette magát, és a helyszínre siető bátyja, Ágost Vilmos herceg a potsdami Szent József kórházba szállította. Sérülései mindazonáltal annyira súlyosnak bizonyultak, hogy egy nappal a kísérletet követően, 1920. július 18-án Joakim porosz királyi herceg meghalt a potsdami kórházban. A potsdami Friedenskirche kriptájában helyzeték el maradványait, temetésén részt vett Paul von Hindenburg birodalmi elnök és Erich Ludendorff is. 1931-ben szarkofágját átszállították Sanssouci parkjának templomába, ahol ma is található. Halálhírére édesanyja egészsége tovább romlott, családja pedig hosszú időre minden kapcsolatot megszakított a herceg feleségével.